# Yajiang
Yajiang (en chino, 雅江; pinyin, Yǎjiāng; Wade-Giles, ya chiang) del tibetano Nyagqu (en tibetano: ཉག་ཆུ, wylie: nyag chu, ZWPY: Nyagqu) es un condado bajo la administración directa de la Prefectura Garze. Se ubica al oeste de la provincia de Sichuan, en el corazón geográfico de la República Popular China. Su área es de 7569 km² y su población total para 2010 superó los 50 mil habitantes,

## Administración
El condado de Yajiang se divide en 16 pueblos que se administran en 6 poblados y 10 villas.

## Toponimia
El topónimo Yajiang [/Ya-chiáng/] se ha interpretado como «río Ya(long)». Sin embargo, esto es una traducción parcial de su nombre tibetano nyag chu  que significa '"desembocadura de río". Aquí, Ya (雅) es una transliteración que se aproxima al sonido tibetano "Nyag", mientras que Jian [chiáng] (río) es la traducción de chu. 
Esto no ha sido un error, pues en 1911 cuando se fundó el condado nyag chu obtuvo su traducción plena de Hekou (河口 'desembocadura de río'), pero en 1914 pasó a llamarse Yajiang.

## Clima
| Parámetros climáticos promedio de Yajiang (1981−2010) | Parámetros climáticos promedio de Yajiang (1981−2010) | Parámetros climáticos promedio de Yajiang (1981−2010) | Parámetros climáticos promedio de Yajiang (1981−2010) | Parámetros climáticos promedio de Yajiang (1981−2010) | Parámetros climáticos promedio de Yajiang (1981−2010) | Parámetros climáticos promedio de Yajiang (1981−2010) | Parámetros climáticos promedio de Yajiang (1981−2010) | Parámetros climáticos promedio de Yajiang (1981−2010) | Parámetros climáticos promedio de Yajiang (1981−2010) | Parámetros climáticos promedio de Yajiang (1981−2010) | Parámetros climáticos promedio de Yajiang (1981−2010) | Parámetros climáticos promedio de Yajiang (1981−2010) | Parámetros climáticos promedio de Yajiang (1981−2010) |
| Mes                                                   | Ene.                                                  | Feb.                                                  | Mar.                                                  | Abr.                                                  | May.                                                  | Jun.                                                  | Jul.                                                  | Ago.                                                  | Sep.                                                  | Oct.                                                  | Nov.                                                  | Dic.                                                  | Anual                                                 |
| ----------------------------------------------------- | ----------------------------------------------------- | ----------------------------------------------------- | ----------------------------------------------------- | ----------------------------------------------------- | ----------------------------------------------------- | ----------------------------------------------------- | ----------------------------------------------------- | ----------------------------------------------------- | ----------------------------------------------------- | ----------------------------------------------------- | ----------------------------------------------------- | ----------------------------------------------------- | ----------------------------------------------------- |
| Temp. máx. abs. (°C)                                  | 26.6                                                  | 28.1                                                  | 33.5                                                  | 32.6                                                  | 35.8                                                  | 35.7                                                  | 35.4                                                  | 35.4                                                  | 33.3                                                  | 29.6                                                  | 26.1                                                  | 23.3                                                  | '                                                     |
| Temp. máx. media (°C)                                 | 13.6                                                  | 16.4                                                  | 19.2                                                  | 21.8                                                  | 25.2                                                  | 26.3                                                  | 26.5                                                  | 26.1                                                  | 23.9                                                  | 21.1                                                  | 16.3                                                  | 12.8                                                  | 20.8                                                  |
| Temp. media (°C)                                      | 2.1                                                   | 5.8                                                   | 9.3                                                   | 12.3                                                  | 15.6                                                  | 17.4                                                  | 17.8                                                  | 17.4                                                  | 15.0                                                  | 11.3                                                  | 5.6                                                   | 1.3                                                   | 10.9                                                  |
| Temp. mín. media (°C)                                 | -5.5                                                  | -2.5                                                  | 1.5                                                   | 5.0                                                   | 8.7                                                   | 11.9                                                  | 13.0                                                  | 12.6                                                  | 10.3                                                  | 5.5                                                   | -1.0                                                  | -5.4                                                  | 4.5                                                   |
| Temp. mín. abs. (°C)                                  | -13.4                                                 | -9.8                                                  | -6.7                                                  | -1.5                                                  | 1.1                                                   | 5.1                                                   | 6.1                                                   | 5.3                                                   | 2.4                                                   | -2.4                                                  | -7.6                                                  | -13.9                                                 | '                                                     |
| Precipitación total (mm)                              | 0.3                                                   | 1.6                                                   | 11.6                                                  | 35.0                                                  | 68.5                                                  | 165.8                                                 | 166.4                                                 | 145.7                                                 | 136.2                                                 | 42.5                                                  | 7.8                                                   | 1.7                                                   | 783.1                                                 |
| Humedad relativa (%)                                  | 36                                                    | 34                                                    | 40                                                    | 48                                                    | 54                                                    | 68                                                    | 74                                                    | 73                                                    | 75                                                    | 68                                                    | 56                                                    | 46                                                    | 56                                                    |
| Fuente: China Meteorological Data Service Center      |                                                       |                                                       |                                                       |                                                       |                                                       |                                                       |                                                       |                                                       |                                                       |                                                       |                                                       |                                                       |                                                       |